# Peltophryne florentinoi
Espèce
Synonymes
- Bufo florentinoi Moreno & Rivalta, 2007

Statut de conservation UICN

 CR B1ab(iii) : 
En danger critique
Peltophryne florentinoi est une espèce d'amphibiens de la famille des Bufonidae.

## Répartition
Cette espèce est endémique de la Péninsule de Zapata dans la province de Matanzas à Cuba.

## Description
Les mâles mesurent jusqu'à 112,0 mm et les femelles jusqu'à 133,0 mm.

## Étymologie
Cette espèce est nommée en l'honneur de Florentino García Montaña.

## Publication originale
- Moreno & Rivalta, 2007 : Especie nueva de sapo del género Bufo (Anura Bufonidae) de la Península de Zapata, Cuba. Solenodon, vol. 6, p. 60-69 (texte intégral).